# 森の道 (ホッベマの絵画)
『森の道』（もりのみち、蘭: Bosweg, 英: Woodland Road）は、17世紀オランダ黄金時代の画家メインデルト・ホッベマが1670年頃にキャンバス上に油彩で描いた風景画で、画家円熟期の作品である。メアリー・スティルマン・ハークネス (Mary Stillman Harkness) の遺贈により1950年以来、ニューヨークのメトロポリタン美術館に所蔵されている。

## 作品
ホッベマは、1656年にアムステルダムでヤーコプ・ファン・ロイスダールに師事し、10年間、ロイスダールのただ1人の弟子として修業を積んだ。初期のホッベマは、ヤーコプに加え、サロモン・ファン・ロイスダール (ヤーコプの叔父) の影響を受けていたが、1660年代初頭に様式が変わり始めた。ホッベマの絵画は概してより穏やかで、明るく朗らかな特徴を持ち、田舎家や風車、池、人物たちの逸話的な細部描写に富んでいる。
ホッベマの円熟期の作品は、揺るぎなく一貫しているために容易に見分けられる。しかし、同じ理由で制作年を特定することは難しい。画家の作品には、穏やかな日々の営みを思わせる要素が描かれている。たとえば、しばしば構図の中央に、道ですれ違った旅人たちが立ち止まって会話を交わす様子が見られる。また、風景の中には、人の住んでいる形跡が示されており、家や納屋、木の柵が描きこまれている本作においても同様である。
轍のはっきりとついた道が画面前景を二分し、左側には沼地が、右側には農耕地が見える。鑑賞者は、旅人、犬、農家の入り口にいる女性 (旅人たちを見ているようである) が逸話的な興趣を添えているこの景色の中に配置されている。画面には雑然とした要素があり、前景右端の木の柵は部分的に壊れ、左端の1本の倒木は道端に放置されている。わずかに起伏した地面に立つ、豊かに葉を茂らせた木々は、その下の旅人たちと比べると非常に大きい。深い森の中では、多くの絵具の斑点により木々の葉にあたる光が示唆されている。注意深く描出された雲や木々の輪郭と、日陰に相対して配置されたいくつかの小さな日だまりは、距離を取って画面を見ると明確なパターンを形成していることがわかる。
1800年に、アメリカ人のある美術収集家は、1世紀以上の時を経ても、アムステルダム郊外の田舎家と木立からはホッベマの絵画が思い起こされ、それゆえにいっそう魅力的に感じられると手紙に書き記している。